# Ernst Lanzer
Ernst Lanzer (ur. 22 stycznia 1878 – zm. około 25 listopada 1914 w niewoli rosyjskiej) – pacjent Sigmunda Freuda znany pod pseudonimem człowiek od szczurów (niem. Rattenmann).
Lanzer zgłosił się do Freuda w październiku 1907 z uwagi na niepokojące go natrętne objawy, które pojawiły się w czasie manewrów wojskowych (11 sierpnia – 7 września 1907). W czasie tych manewrów Lanzer rozmawiał z pewnym „okrutnym kapitanem”, który był zwolennikiem srogich kar w wojsku. Opowiedział mu o dawniej stosowanej karze: stawiało się na obnażonych pośladkach żołnierza odwrócony do góry dnem garnek, a do jego wnętrza wrzucano szczury. Lanzer wyraził oburzenie tym sposobem traktowania żołnierzy, jednakże myśl o szczurach stała się ważnym elementem jego nerwicy w postaci obsesyjnych myśli dotyczących tego rodzaju kary wymierzanej różnym bliskim mu osobom. Skutkowało to licznymi czynnościami magicznymi, które miałyby zapobiec wymierzeniu tej urojonej kary. Motyw szczura pojawiał się także w innych jego symptomach:
- pieniądze (floreny) pogardliwie nazywał szczurami (niem. ratten)
- zastanawiał się nad zwrotem należności w ratach (niem. raten)
- nie mógł zdecydować się na małżeństwo (niem. heiraten)
- ojciec pacjenta przegrał kiedyś dużą sumę pieniędzy (nie swoich) w karty. Tego typu gracza określa się w Niemczech jako spielratten.

Analiza tegoż pacjenta trwała około roku, a jej przebieg został przedstawiony przez Freuda na pierwszym kongresie Międzynarodowego Towarzystwa Psychoanalitycznego w 1910 roku.